# Širetoko (poloostrov)
Poloostrov Širetoko (japonsky 知床半島) se nachází na severní straně východního konce japonského ostrova Hokkaidó obklopen Ochotským mořem, přičemž na východní straně jej průliv Nemuro odděluje od ostrova Kunaširu, nejjižnějšího z Kurilských ostrovů (součást Ruska formálně nárokovaná Japonskem). Poloostrov je protáhlý směrem k severovýchodu, přičemž středem vede hřeben sopek. Jeho délka je zhruba sedmdesát kilometrů, šířka se zmenšuje z počátečních přibližně pětadvaceti kilometrů.
Na poloostrově se nachází národní park Širetoko, který je od roku 2005 na seznamu světového dědictví UNESCO.